# Руксель, Лионель
Лионель Руксель (фр. Lionel Rouxel; род. 16 августа 1970, Динан, Кот-д’Армор, Бретань) — французский футболист, нападающий. Тренер.

## Карьера
Как игрок известен тем, что был частью команды «Генгам», которая в 1990-х годах вышла в высший французский дивизион, в 1996 году через Кубок Интертото пробилась в Кубок УЕФА (где в первом раунде противостояла миланскому «Интеру»), играла в финале Кубка Франции в 1997 году. Всего за «Генгам» в разных французских лигах забил 65 мячей, по состоянию на 2020 год это второй показатель в истории клуба после Стефана Гиварша (69). В высшем дивизионе помимо «Генгама» играл также за «Страсбур», куда перешёл после того как «Генгам» покинул дивизион, всего в высшем дивизионе провёл 114 матчей, забил 23 мяча.
21 мая 1998 года сыграл за сборную Бретани в матче против команды Камеруна (1:1).
После завершения игровой карьеры работал тренером юношеских команд «Парижа», затем — тренером и молодёжным координатором в системе подготовки игроков «Генгама». В 2008 году — тренер команды «Генгама», впервые выигравшей чемпионат Франции среди восемнадцатилетних. В августе 2014 года перешёл на работу в федерацию футбола Франции, где стал курировать сборные команды страны от U-16 до U-20. Возглавлял команду игроков 2000 года рождения, затем — 2004 года. В 2023 году в очередном цикле взял команду до 16 лет. В 2022 году под руководством Рукселя сборная U-18 победила на Средиземноморских играх, до этого французская команда выигрывала футбольный турнир в 1967 году, когда победителями были объявлены две команды — Франция и Италия.